# Dašice
Dašice (in tedesco Daschitz) è una città della Repubblica Ceca facente parte del distretto di Pardubice, nella regione omonima.